# Availles-en-Châtellerault
Availles-en-Châtellerault är en kommun i departementet Vienne i regionen Nouvelle-Aquitaine i västra Frankrike. Kommunen ligger i kantonen Vouneuil-sur-Vienne som tillhör arrondissementet Châtellerault. År 2022 hade Availles-en-Châtellerault 1 738 invånare.

## Befolkningsutveckling
Antalet invånare i kommunen Availles-en-Châtellerault
| Referens: INSEE |